# 山口规则
山口规则是连珠的开局规则。山口规则是由日本棋手山口釉水提出的。

## 规则介绍
山口规则的详细开局流程如下：
- 假黑方在棋盘上摆出26种连珠开局之一，并声明第5手棋的打点数。
- 假白方有权交换。
- 交换后的白方可以在棋盘上的任何位置给出第4手棋。
- 黑方在棋盘上摆出之前所声明数目的打点作为第5手棋的候选。这些打点不能对称。
- 白方从这些打点中选择一个作为第5手棋，并落下第6手棋。

## 简要说明
山口规则与传统的RIF规则非常接近，因此更易被接受。相比RIF规则，它提供了更多新的平衡开局，但其中某些开局（如彗星、游星）是不适合开的。而且，这个规则仍然无法避免像瑞星和棋定式一类的变化。

## 相关比赛
在2009年到2016年间，山口规则作为世界连珠锦标赛和世界连珠团体锦标赛的官方开局规则。